# Jeu de l’Année

Logo „Jeu de l’Année“

Logo „As d’Or – Jeu de l’Année“

Der Jeu de l’Année (französisch für Spiel des Jahres) war ein französischer Spielepreis, der von der Association de Promotion et d’Evaluation des Jeux im Oktober verliehen wurde, wenn folgende Voraussetzungen gegeben waren:
- Im vorherigen Jahr veröffentlicht
- Veröffentlicht in französischer Sprache
- Käuflich in ausreichend Geschäften

2005 fusionierte der Jeu de l’Année mit dem As d’Or zum As d’Or – Jeu de l’Année.

## Die Preisträger

### 2004
Gewinner
- Squad Seven – Roberto Fraga, TF1 Games/Fox Mind Games

Nominierungen
- Crazy Circus – Dominique Ehrhard, Fox Mind Games
- Le Collier de la Reine (Das Halsband der Königin) – Bruno Cathala und Bruno Faidutti, Days of Wonder
- Gobblet – Thierry Denoual, Gigamic
- Composio – Jean Fin, TF1 Games
- Serengeti – Michael Schacht, Asmodée
- Mare Nostrum – Serge Laget, Eurogames

### 2003
Gewinner
- La Guerre des Moutons (Meine Schafe Deine Schafe) – Philippe des Pallières, Asmodée

Nominierungen
- Evo – Philippe Keyaerts, Eurogames
- Les Loups-Garous de Thiercelieux (Die Werwölfe von Düsterwald) – Philippe des Pallières und Hervé Marly, Lui-Même
- Medina – Stefan Dorra, Hans im Glück
- San Marco – Alan R. Moon und Aaron Weissblum, Ravensburger
- Mexica – Michael Kiesling und Wolfgang Kramer, Ravensburger